# Chiangmaia rufula
Chiangmaia rufula är en spindelart som beskrevs av Alfred Frank Millidge 1995. Chiangmaia rufula ingår i släktet Chiangmaia och familjen täckvävarspindlar.
Artens utbredningsområde är Thailand. Inga underarter finns listade i Catalogue of Life.